# Novi mediji
Novi mediji so komunikacijske tehnike, ki omogočajo ali nadgrajujejo interakcijo med uporabniki, pa tudi med uporabniki in vsebino.

## Definicija
Čeprav obstaja veliko različnih definicij Novih Medijev, The New Media Reader  definira nove medije na osem načinov:
1. Novi mediji v primerjavi s kiberkulturo – kiberkulturo povezujemo z različnimi družbenimi fenomeni, ki se navezujejo predvsem na uporabo medmrežja in medmrežno komunikacijo (spletnikovanje, igranje iger preko spleta) medtem, ko se Novi mediji osredotočajo predvsem bolj na kulturne objekte in paradigme (analogna in digitalna televizija, Iphones)
2. Novi mediji kot računalniška tehnologija, uporabljena kot distibucijska platforma – Novi Mediji uporabljajo digitalno računalniško tehnologjo za distribucijo in prikazovanje. (npr. Vsaj za zdaj), medmrežje, spletne strani, računalniška večpredstavnost, Blu-ray diski itd. Težava se pojavi, ker je potrebno definicijo vsakih nekaj let pregledati.  Večina kulturnih oblik se bo distribuiralo preko računalnikov tako, da izraz »Novi Mediji« ne bo več tako »Nov«.
3. Novi mediji kot digitalni podatki, nadzorovani preko programske opreme – Jezik Novih Medijev temelji na predpostavki, da imajo vsi kulturni predmeti, ki se zanašajo na digitalno predstavitev in računalniško-osnovano dostavo več skupnih lastnosti. Novi Mediji se zmanjšajo do digitalnih podatkov, da se jih lahko nadzoruje s programsko opremo, kot katerekoli druge podatke. Tako lahko medijske operacije ustvarijo več različic istega predmeta. Primer za to je slika shranjena kot matrika podatkov, ki se lahko manipulira in spreminja v skladu z implementiranimi algoritmi, (sivo – luščenje, ostrenje, rasteriziranje)
4. Novi mediji kot mešanica med obstoječimi kulturnimi konvencijami in konvencijami programske opreme – Novi Medije si danes lahko interpretiramo kot mešanico stare kulturne konvencije za dostop, prikazovanje in upravljanje s podatki ali pa si jih interpretiramo kot novejše konvencije za dostop, prikazovanje in upravljanje s podatki. »Starejši« podatki so reprezentacije likovne stvarnosti in človeške izkušnje. »Novejši« podatki so številski podatki. V filmu je na primer lahko malo animacij in posebnih učinkov, narejenih s programsko opremo, ali pa veliko. Kljub vsemu se kinomatografi zanašajo na igralsko zasedbo in dober scenarij. Računalniki so izključeni iz vloge »odločanja« ki je še vedno prepuščena tehnikom.
5. Novi mediji kot estetika, ki spremlja zgodnjo fazo vsakega novega modernega medija ali komunikacijske tehnologije - Namesto, da bi iskali izvor Novih Medijev so nekateri znanstveniki predlagali, da vsaki Novi mediji potujejo skozi » Fazo Novih Medijev« z drugimi besedami so bili mediji kot so fotografija, telefon, kino in televizija na neki točki »novi mediji«. Primer estetske strategije, ki je pogosto spremljala pojav Novih medijev in komunikacijske strategije je pojav DV tehnologije snemanja filmov, ki je omogočala drugačen pristop snemanja, saj je imel režiser namesto klasičnega 10 minutnega filmskega traku na voljo od 60 do 120 minut DV traka. to je omogočilo ustvarjalcem filma bolj neposreden pristop in dokumentarni način snemanja.
6. Novi mediji kot hitreje izvršeni algoritmi, ki so jih v preteklosti izvrševali ročno ali s pomočjo drugih tehnologij - Današnji računalniki so programirani stroji in njihova naloga je čim hitrejše izvrševanje različnih algoritmov. Algoritem je zaporedje korakov, ki morajo biti izvršeni za dokončanje naloge. Digitalni računalnik te naloge opravi zelo hitro. Te naloge ko so le začetna faza lahko opravi tudi človek, le veliko počasneje. Npr., človek lahko uredi datoteke po abecednem redu ali pa izreže del slike in jo prilepi drugam.
7. Novi mediji kot kodiranje modernistične avantgarde; novi mediji kot metamediji - Manovich izjavlja, da je obdobje okoli leta 1920 bolj pomembno za nove medije kot katero koli drugo. Meta-media sovpada s postmodernizmom v tem, da oba predelujeta stara dela, namesto da bi izdelala novo delo. Novi mediji avantgarde so «odkrivanje novih poti za dostop in manipulacijo podatkov« (npr. hipermediji, podatkovne zbirke, iskalniki, itd.) Meta-media so na primer, kako lahko kvantitativo spremenimo v kvaliteto tako kot lahko z novo medijsko tehnologijo in manipulacijskimi tehnikami »rekodiramo modernistično estetiko v zelo drugačno postmodernistično estetiko«.
8. Novi mediji kot paralelna artikulacija podobnih idej v umetnosti po drugi svetovni vojni in sodobno računalništvo - Post WWII umetnost vključuje oblikovanje slik, s sistematičnim spreminjanjem posameznih parametrov. Kar vodi do ustvarjanja ustvarjanja izredno podobnih slik. »To kaže, da algoritmi, ki so bistveni del novih medijev, niso odvisni od tehnologije in jih lahko izvajajo ljudje«.

## Zgodovina nastanka novih medijev
V zadnjih letih smo priča nezadržnemu razvoju komunikacijske tehnologije, ki je botrovala nastanku novih medijev. Novi mediji so nastali kot posledica združitve informacijske tehnologije z že uveljavljenimi praksami posredovanja informacij.
V 80-tih letih so Alan Key in njegovi sodelavci pri Xerox PARC omogočili dostop do osebnega računalnika posameznikom, namesto da bi računalništvo ostalo pod nadzorom velikih korporacij.
»V 80-tih in začetku 90-tih smo bili priča drugačni paralelni povezavi med družbenimi spremembami in računalniške operacijske strukture. Čeprav na prvi pogled delujeta nepovezano, je konceptualno smiselno, da sta se Hladna vojna in razvoj spleta zgodila v istem časovnem obdobju.«( Wardrip-Fruin, Noah and Nick Montfort 2003) 
Do 80-tih let so se mediji primarno osredotočali na tiskane izdaje in analogne distribucije informacij, kot sta televizija in radio. V zadnjih 25-tih letih smo lahko priča hitri transformaciji medijev, ki temeljijo na uporabi digitalnih računalnikov in s tem interneta ter video igric. Toda te primeri predstavljajo le majhen del novih medijev. Uporaba digitalne tehnologije je prav tako vplivala na spremembe v distribuciji »starih« medijev, kar dokazuje porast digitalne televizije in spletnih publikacij. Z uporabo različnih tehnologij, kot npr. programi za manipulacijo s slikovnim materialov (Adobe Photoshop), so spremembe prisotne tudi pri tiskanih medijih, ki so po naravi bolj tradicionalni.
Andrew L. Shapiro (1999) trdi, da »prihodnost novih, digitalnih tehnologij označuje potencialno radikalno spremembo v smislu, kdo ima nadzor nad informacijami, izkušnjami in viri« (Shapiro v Croteau in Hoynes 2003: 322).
W. Russel Neuman opozarja, da tehnične zmožnosti novih medijev obstoječe stanje spreminjajo v eno smer, medtem ko ekonomske in družbene sile te premike zavirajo v nasprotni smeri.
Neuman dodaja: »Priča smo evoluciji univerzalni in medsebojno povezani  mreži tekstovnih ter avdio in video informacij, ki bo zabrisala mejo med medosebno in množično komunikacijo in posledično med javnim in zasebnim komuniciranjem« (Neuman v Croteau in Hoynes 2003: 322).
Neuman trdi, da bodo novi mediji omogočili:
- spremenjen pogled na geografsko oddaljenost
- porast obsega komunikacije
- možnosti zvišanja hitrosti komunikacij
- možnosti za interaktivno komunikacijo
- oblikam komunikacije, ki so bile prej ločene, da se bodo medsebojno povezale in prekrivale
Splošni konsenz, kaj novi mediji prinašajo, za zdaj še ne obstaja. Strokovnjaki kot so Douglas Kellner, Callum Rymer in James Bonham trdijo, da novi mediji, še posebej internet, omogočajo potencial za demokratično post-moderno družbeno sfero, v kateri državljani lahko aktivno sodelujejo in so dobro informirani.
V nasprotju s temi pozitivnimi družbenimi vplivi pa Ed Herman in Robert McCheseny opozarjata, da tranzicija na področju medijev omogoča združevanje transnacionalnih telekomunikacijskih korporacij, ki tako dosežejo izjemno velik globalni vpliv, ki je bil do sedaj nepredstavljiv.
Nedavne razprave o novih medijih, kot je Callum Rymerjeva prezentacija Wikipedie, kot tudi objave Listerja (2003) in Friedmana (2005), so izpostavile tako pozitivne, kot negativne vplive novih medijev. Priznavajo tudi, da so nekatera zgodnja dela o novih medijih prežeta s tehnološkim determinizmom. Učinke medijev so določali s pomočjo tehnologije, namesto da bi iskali kompleksne družbene strukture, ki so vodile razvoj, finance in izvedbo katerekoli tehnologije.
Podobno ugotavlja Henry Jenkins, ki pravi, da se pri pojmovanju novih medijev vse preveč osredotočamo na orodja in tehnologije, medtem ko se zanemarja novonastale kulturne prakse. Potrebno je definirati logiko delovanja, kateri so podvrženi mediji v tranziciji. Avtor zato navaja nekatere značilnost trenutne medijske krajine, ki je inovativna, konvergentna, prilagodljiva, vsakodnevna in globalna. Razumevanje našega odnosa do medijev je ključnega pomena pri poskusu oblikovanja sposobnosti in kompetenc, ki jih potrebujemo, da bi lahko sodelovali na polju participatorne kulture.

## Sodejnost novih medijev
Medmrežje ne omogoča le prebiranje svežih novic, temveč tudi komentiranje le teh novic, pogovarjanje z drugimi bralci novic oziroma uporabniki na internetu, omogočil je torej izražanje svojega mnenja o prebrani novici, razpravljanje o dogodku z drugimi uporabniki, televizija namreč te sodejnosti nima, zato je medmrežje privabilo ljudi, ki imajo potrebo po sodejnosti, po izražanju svojega mnenja ter debatiranju o novici z drugimi bralci novic. »Strokovnjaki napovedujejo, da bodo vsi uporabniki interneta postali izolirani, zato ker vsaka minuta izkoriščena za uporabo interneta izvira iz aktivnosti, s katero smo se ukvarjali pred uporabo medmrežje in se zaradi njega sedaj s to aktivnostjo več ne ukvarjamo, po vsej verjetnosti pa je ta aktivnost družbena.«  (Nie v Emanuel in drugi 2008, 16). Ker gresta naraščanje uporabe interneta in upadanje uporabe tradicionalnih medijev z roko v roki, je mnoge navedlo na prepričanje, da je internet kriv za upad uporabe tradicionalnih medijev. Nie in Hillygus (v Emanuel in drugi 2008, 16)  pravita, da teorija nadomestljivosti interneta temelji na tekmovanju preživljanja časa na spletu in preživljanju časa z drugimi družbenimi aktivnostmi. Pogosta uporaba spleta vodi v družbeno izolacijo in depresijo, še pojasnita. Raziskave Krauta, Nie in Hillygus (Emanuel in drugi 2008, 16)  ne vidijo spleta kot novega medija družbene sodejnosti, vendar ga vidijo kot nadomestitev komuniciranja iz oči v oči. Kestnbaum (v Emanuel 2008, 17)  pravi, da televizija in splet nista funkcionalno enakovredna, ker je uporaba spleta širša, kot uporaba televizije in zato, ker je internet sodejnejši od televizije. Bistvo tega je, da je družbena interakcija drugačna skozi medmrežje kakor skozi televizijo. Gledalci televizije ne komuniciramo z drugimi gledalci preko televizije, medtem ko lahko uporabniki medmrežja med seboj komunicirajo, pojasni še Kestnbaum. Putnam in Nie (v Emanuel 2008, 18)  tudi poudarita, da gledalci televizije ne morejo med seboj komunicirati preko televizije.

## Nadomestljivost medijev
Za nove medije je pomembno, da imajo v neki lastnosti, dimenziji prednost pred drugimi tradicionalnimi mediji. »Kompetitivna superiornost je neposredna  primerjava med razpoložljivimi mediji  in pokaže ko en medij nastopi bolje ter ima večjo verjetnost da bo izbran glede na določeno niše dimenzijo.« (Hoplamazian in Feaster 2009, 9)  Mediji morajo zato imeti vsaj eno dimenzijo, ki jih loči od drugih medijev. V nasprotnem primeru, bi močnejši mediji zmagali, manjši pa izginil. Zato morajo mediji, pa četudi majhni ponuditi nekaj posebnega, drugačnega. (Hoplamazian in Feaster 2009, 9)  Več avtorjev torej opisuje prednosti interneta v primerjavi s televizijo. V več dimenzijah ima internet pred televizijo prednosti: je prenosljiv, ponuja možnost komentiranja in bogatejše informacije in podobno. Zaradi vseh teh prednosti je za mlajše generacije tudi bolj zanimiv.

## Novi mediji, kot orodje za družbene spremembe
Novi mediji imajo bogato zgodovino, ki pa je bila zaradi hitrega razvoja in množične uporabe podvržena velikim spremembam. (Chris Atton, 2003). Zapatistična nacionalna osvobodilna vojska v Mehiki je bila ena prvih pobudnikov, l.1994, za večjo prepoznavnost in učinkovito uporabo novih medijev. Od takrat so bili novi mediji uporabljeni  za vrsto družbenih gibanj v izobraževanju, organizaciji, za komunikacijo, deljenje kulturnih izdelkov, grajenje koalicije, itd. Protesti v Seattlu leta 1999, kjer se je odvijala konferenca Svetovne trgovinske organizacije so dober primer uporabe novih orodji za družbene spremembe, kjer so protestniki za organiziranje, izobraževanje in predvsem komuniciranje uporabljali nove medije. Gibanje Ingymedia, ki se je razvilo po samih protestih v Seattlu, je začelo z ustanavljanjem neodvisnih medijskih centrov po ZDA in drugod po svetu in ti so začeli spremljati dogodke zaradi dvomov, da veliki mediji ne bodo objektivno opisovali realnih dogodkov, ter postali odločno orodje v demokratizaciji informacij. Nekateri znanstveniki so to demokratizacijo videli, kot povod za oblikovanje radikalno socio-tehnične paradigme za izpodbijanje dominantno neoliberalnega in tehnološko determiniranega modela informacijskih in komunikacijskih tehnologij. Vse več ljudi izkorišča internet za proizvodnjo temeljne globalizacije, ki pa je predvsem osredotočena na ljudi in ne nek produkt oz.kapital. Nekateri strokovnjaki so zato zelo skeptični glede vloge novih medijev v družbenih gibanjih, predvsem zaradi neenakega dostopa ljudi do novih medijev, kar naj bi predstavljalo oviro ali pa celo zaviralo gibanje (Marmura Stephen, 2008).
Novi mediji so se pojavili tudi v malo manj radikalni obliki družbenih gibanj, kot je npr. kampanja "FreeHugs", kjer je bilo bistvo kampanje vsem ljudem ponuditi brezplačen objem. Z uporabo spletnih strani, blogov in videoposnetkov so želeli prikazati učinkovitost samega gibanja. Gre za učinkovit sistem kako pridobiti pozornost javnosti. Drugi primer je kampanja Free Tibet, ki je bila objavljena na številnih spletnih straneh, kjer je skupina Gorillaz v svojih posnetkih izražala pozitivno stališče do protestov glede situacije v Tibetu.

## Globalizacija in novi mediji
Flew (2002) pravi, da se je globalizacija pojavila zaradi razvoja novih medijskih tehnologij. Globalizacija je običajno označena kot “več kot samo širitev dejavnosti preko državnih meja.”  Med drugim, z elektronskim komuniciranjem, skrajša razdaljo med ljudmi s celega sveta, kar Cairncross (1998) označuje z besedami “smrt razdalje” ali angleško “death of distance.” Vzpon novih medijev je povečal komunikacijo med ljudmi po vsem svetu. Novi mediji omogočajo ljudem, da se izražajo preko blogov, spletnih strani, fotografij …
Novi mediji prekinjajo povezavo med fizičnim in socialnim prostorom, saj naredijo fizični prostor veliko manj pomemben za človeške odnose (Croteau in Hoynes 2003: 311). Vendar pa spremembe v okolju novih medijev ustvarjajo vrsto napetosti v konceptu “javne sfere.” Ingrid Volkmer opredeljuje “javno sfero” kot proces skozi katerega javna komunikacija postane delno prestrukturirana od nacionalnih političnih in kulturnih institucij. Ta trend globalizirane javnosti pa ni le geografska razširitev z državne na svetovno raven, ampak se poleg tega spremeni tudi odnos med javnostjo, mediji in oblastjo. (Volkmer, 1999: 123) 
Navidezne skupnosti so vzpostavljene online (na svetovnem spletu), presegajo geografske meje in odpravljajo socialne omejitve. Howard Rheingold (2000) te globalizirane družbe opisuje kot samostojno opredeljena omrežja, ki spominjajo na tisto, kar ljudje počno v resničnem življenju. Ljudje v virtualnih skupnostih uporabljajo besede na zaslonih za izmenjavo vljudnih fraz, za izražanje jeze, sodelovanja v intelektualnih pogovorih, vodenje poslov, za načrtovanje, opravljanje, maščevanje, ustvarjajo malo visoko umetnost in veliko prostega govora. Sherry Turkle pravi, da ji “računalnik omogoča iskanje drugega jaza, duša v stroju, pa je lahko nadomestek za medčloveške odnose” (Holmes 2005: 184). Novi mediji imajo sposobnost povezati enako misleče ljudi po vsem svetu.
Tehnologija poganja proces globalizacije in je zato tudi njen odločilni dejavnik. Akademiki se osredotočajo na številne postopke, s katerimi se tehnologija ustvarja in raziskuje. To proizvaja povratne informacije, kdaj so tehnologije uporabljene in kdaj jih uporabniki, ki vplivajo na nadaljnji razvoj, spreminjajo.
Castells  se zavzema za “mehki determinizem”  – trdi, da “tehnologija ne določa družbe. Prav tako tudi družba ne določa poteka tehnoloških sprememb, saj je veliko dejavnikov, vključno s posameznimi iznajdbami, ki posežejo v postopek znanstvenih odkritij, tehničnih inovacij in socialnih vlog, zato je končni rezultat odvisen od kompleksnega vzorca interakcije. Pravzaprav je dilema tehnološkega determinizma verjetno napačen problem. Tehnologija namreč je družba in družbe ni mogoče razumeti brez tehnoloških orodij” (Castells 1996:5). To pa je še vedno ločeno od Marshall McLuhanove  trditve, da družbene spremembe spodbuja tehnološki razvoj.
Manovich  in Castells  trdita, da množični mediji “ustrezajo logiki industrijske množične družbe, ki bolj ceni skladnost kot individualnost,” (Manovich 2001:41) novi mediji pa sledijo logiki postindustrijske ali globalizirane družbe, s katero “lahko vsak državljan zgradi lasten življenjski slog in izbere svojo ideologijo iz velikega števila možnosti. Tako na primer danes marketing, namesto vsiljevanja istega “predmeta” množičnemu občinstvu, cilja na vsakega posameznika posebej” (Manovich 2001:42).